# Союз промисловості, торгівлі, фінансів і сільського господарства
Союз промисловості, торгівлі, фінансів і сільського господарства, скорочено ПРОТОФІС — російська політична організація в Україні, заснована в Києві на з'їзді 15 — 18 травня 1918 року з участю близько 1 000 делегатів.
Керівні діячі: великий банкір і заводчик М. фон Дітмар; цукрозаводчик граф А. Бобринський; великі землевласники кн. О. Голіцин, князь В. Кочубей та ін. Організація ухвалила підтримувати владу гетьмана П. Скоропадського, але за умов, що він скеровуватиме свою політику в проросійський напрям й відновить права й власність буржуазії, скасовані за революції 1917.
«ПРОТОФІС» припинив свою діяльність по поваленні гетьманату; короткочасно відновив її з вступом до Києва військ генерала А. Денікіна (вересень — листопад 1919) й проголошував гасло реставрації «єдиної неділимої» Російської імперії на чолі з царем.

## Історія створення та діяльності
Як відомо, навесні 1918 р. в Україні різко змінилася політична ситуація. Безсилля УЦР в організації державного апарату, непослідовна, невдала, просоціалістична внутрішня і зовнішня діяльність призвели до майже цілковитої втрати її популярності серед населення, до загострення відносин з німецько-австрійським командуванням, до втрати реальної влади її органів на місцях. У політичних, військових, фінансово-промислових колах почала наростати і гуртуватися опозиція. В Україні відбувалися численні з'їзди та збори землевласників та підприємців, на яких ставилися вимоги створення міцної ефективної влади, скасування земельного закону Центральної Ради та відновлення приватної власності. Насамперед йдеться про ті сили, що стояли біля витоків Гетьманату, а згодом багато в чому визначали його політику. Це, перш за все стосується Союзу промисловості, торгівлі, фінансів та сільського господарства, який виник в березні 1918 р. Зрозуміло, що його установчому з'їзду передувала певна підготовча робота.
6 березня 1918 р. в Києві відбулося зібрання представників різних промислових, торговельних, банківських, ощадних, кооперативних та сільськогосподарських об'єднань. Його учасники постановили створити Український союз представників промисловості, торгівлі, фінансів та сільського господарства — Протофіс. З цією метою й був обраний тимчасовий комітет, до президії якого ввійшли — голова Г.Щеніовський, його заступники О.Вольський, В.Демченко, О.Кістяківський. Вони були обрані невипадково, оскільки являли собою представників фінансової та інтелектуальної еліти України того часу.
Члени «Протофісу» ще в березні 1918 р. підготували «Записку про положення промисловості, торгівлі та сільського господарства в Україні», яка була представлена 9 березня раді народних міністрів УНР. Записка починалася з твердження, що члени діючого уряду не розуміють необхідності докорінних політичних та економічних змін, обумовлених підписаннями мирного договору та перетворенням України в самостійну державу. З огляду на це, представники різноманітних сфер господарської діяльності країни вважали своїм обов'язком висловити міркування відносно тих умов, які мали бути створені для виходу з катастрофічного положення, в якому опинилась Україна .
Автори документу викладають своє розуміння причин падіння промисловості та сільського господарства. Серед них називалися різке падіння продуктивності праці при підвищенні її оплати; грубе втручання робітничих організацій у всі сфери господарського та адміністративного життя підприємств; скасування приватної власності та політика соціалізації землі. Далі висловлювалися бажання промислових та фінансових кіл України взяти участь у проведенні самих широких соціальних та економічних реформ, але лише тих, які були ефективно впроваджені в інших державах. Особливо підкреслювалося, що ці реформи не мають носити соціалістичний характер, і що «необхідно відмовитись від тих ілюзій та утопій, які хочуть побудувати майбутнє України на соціалістичних засадах в самій основній галузі її економічного життя — в сільському господарстві. До тих пір, поки не буде відновлено право власності, ніякі зусилля до ствердження нормальних умов державного життя в усіх сферах — правовій, економічній, військовій і соціальній не дадуть ніяких результатів» .
Підготовка записки стала першим організованим виступом підприємців з метою мати певний вплив на політику Центральної Ради; вона свідчила про те, що в середовищі цих соціальних верств росте протест проти їх усунення від формування політичного та господарського курсу держави. Слід сказати, що реакції на записку з боку керівних структур не було, це питання навіть не розглядалося на засіданнях Малої ради та Генерального Секретаріату.
На установчий з'їзд Протофісу, що відбувся в Києві 15 — 18 травня 1918 р. уже після приходу до влади гетьмана, з'їхалося близько 1000 чол. Головою з'їзду було обрано М. фон Дітмара, до президії ввійшли А.Бобринський, О.Голіцин, В.Кочубей, В.Демченко, А.Добрий (відомі фінансисти, землевласники та промисловці). Цей з'їзд об'єднав представників більше 20 промислових спілок, що діяли на території України.
З'їзд обговорив поточні політичні події і виніс ряд постанов з нагальних проблем. На з'їзді працювали аграрна секція, секція з робітничих питань, секція з питань праці, залізничного транспорту, бюджетна та торгова. Але найбільшу увагу, звичайно, було приділено аграрному питанню. Окремо працювала спеціальна сільськогосподарська секція, де розглядалися доповіді з цього питання. В цілому доповідачі на основі значного статистичного матеріалу обґрунтували шкідливість примусового поділу великих земельних володінь і відстоювали ідею їхнього природного зменшення за рахунок вільного продажу та купівлі землі .
27 — 29 жовтня 1918 р. відбувся другий з'їзд промисловості, торгівлі та сільського господарства України, в якому брали участь близько 400 представників. Міністр торгу й промисловості С.Мерінг — промисловість в Україні можна відбудувати лише за умови, коли вона «економічно не буде відділена від решти областей колишньої Російської держави». Міністр фінансів А.Ржепецький — тільки буржуазія може бути надійною опорою уряду. Голова "ПРОТОФІС"у князь О.Голіцин взагалі різко засудив навіть згоду Гетьмана на включення до складу уряду українських діячів.
Були розглянуті важливі питання щодо становища в різних галузях вітчизняної промисловості, зроблені відповідні доповіді та прийняті резолюції. Але всезагальна резолюція була досить несподіваною: з'їзд наполягав на федеративному об'єднанні з Росією, мотивуючи це потребами української економіки, оскільки «повна ізольованість України в економічному та політичному відношенні призведе до загибелі народного господарства та закріпачення сильнішими державами. Майбутній національний розквіт економічних сил України, її багатство та щастя з'їзд вбачає у федеративному об'єднанні тих частин Росії, що нині розпалися».
Як відомо, гетьман П.Скоропадський саме так і вчинив, видавши 14 листопада 1918 р. грамоту про федерацію з не більшовицькою Росією. Безумовно, що такий крок не знайшов підтримки серед населення України, ані серед політичних кіл.
Не зважаючи на прогресивні задуми в економічній галузі, в соціальній сфері Протофіс діяв менш успішно: пропагувалась жорстка кампанія проти існуючих соціальних законів, профспілок, 8-годинного робочого дня. Але разом з тим, була спроба зробити соціальне й робітниче законодавство більш адаптованим до тих складних умов, оскільки функціонування держави в ситуації війни вимагає специфічних методів керівництва та не вибачає слабкості. Приймаючи проект закону про робітничі організації в комітеті праці, промисловці домагалися встановлення пріоритету т.зв. фабзавкомів над профспілками у структурі робітничих об'єднань. Однак, як зазначає О.Мовчан, безумовно це пояснювалося не прогресивними змінами у світогляді власників, а виключно потребами захисту своїх класових інтересів. Підприємці вірно розуміли, що фабзавкоми, як органи представництва неорганізованої маси, не зможуть послідовно відстоювати інтереси робітників.
Соціальний склад «Протофісу» яскраво виражений у самій назві організації — найвпливовіші фінансисти, промисловці, землевласники. Виходячи з цього можна визначити й регіони, на які поширювалась сфера дії «Союзу …». Переважно це була Лівобережна Україна, Південь та Центральна, тобто найбільш розвинуті сільськогосподарські та промислові райони.
Протофіс прагнув закріпити приватну власність на землю, добитися державних кредитів для відновлення продуктивності поміщицьких маєтків, скасувати свободу страйків, запобігти можливості втручання робітників у функції адміністрації підприємств тощо. Він припинив своє існування разом із ліквідацією Гетьманату П.Скоропадського в грудні 1918., короткочасно відновив її із вступом до Києва військ генерала А.Денікіна (вересень — листопад 1919 р.) й проголошував гасло реставрації «єдиної неділимої» російської імперії на чолі з царем.